# 圣西巴尔多
圣西巴尔多（法語：Saint-Cybardeaux，法語發音：[sɛ̃ sibaʁdo]）是法国夏朗德省的一个市镇，位于该省中部偏西，属于干邑区。

## 地理
圣西巴尔多（45°46'11"N, 0°1'22"W）面积21 平方千米，位于法国新阿基坦大区夏朗德省，该省份为法国西部内陆省份，北起德塞夫勒省和维埃纳省，东临上维埃纳省，东南至多尔多涅省，南至多爾多涅省，西接滨海夏朗德省。
与圣西巴尔多接壤的市镇（或旧市镇、城区）包括：埃沙拉、圣阿芒德努埃尔、圣热尼迪耶尔萨克、沃鲁亚克、热纳克-比尼亚克、鲁亚克。

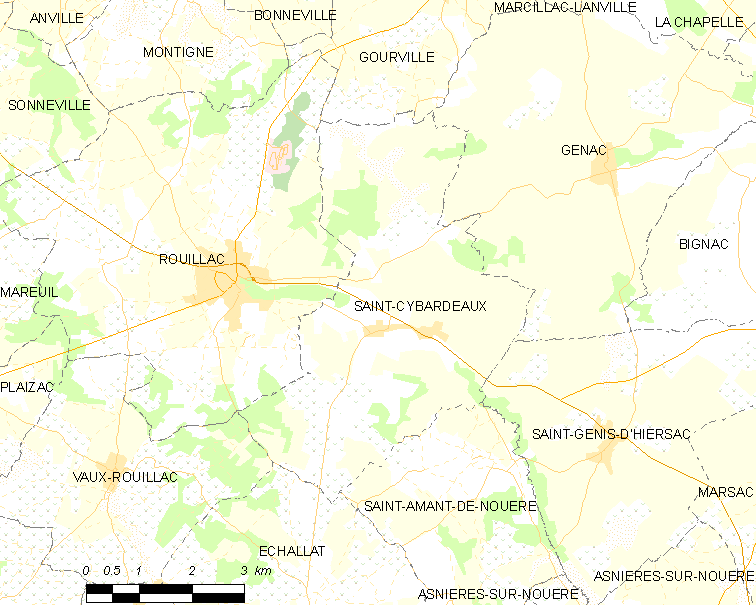
圣西巴尔多的OSM定位图

圣西巴尔多的时区为UTC+01:00、UTC+02:00（夏令时）。

## 行政
圣西巴尔多的邮政编码为16170，INSEE市镇编码为16312。

## 政治
圣西巴尔多所属的省级选区为努埃尔河谷县。

## 人口

1962-2008年间圣西巴尔多人口变化图示

圣西巴尔多于2022年1月1日时的人口数量为796人。